# Styx Dorsum
Lo Styx Dorsum è una formazione geologica della superficie di Marte.
Prende il nome dallo Stige, uno dei fiumi infernali della mitologia greca.